# Níobe

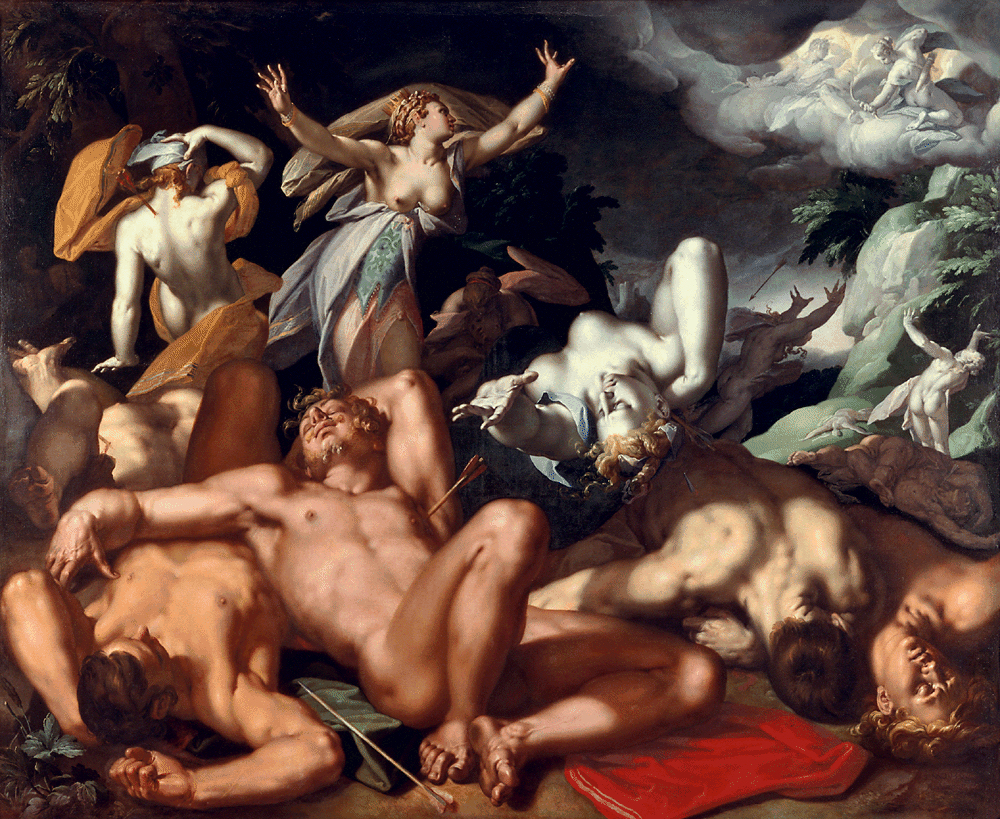
La muerte de los hijos de Níobe, por Abraham Bloemaert, 1591.

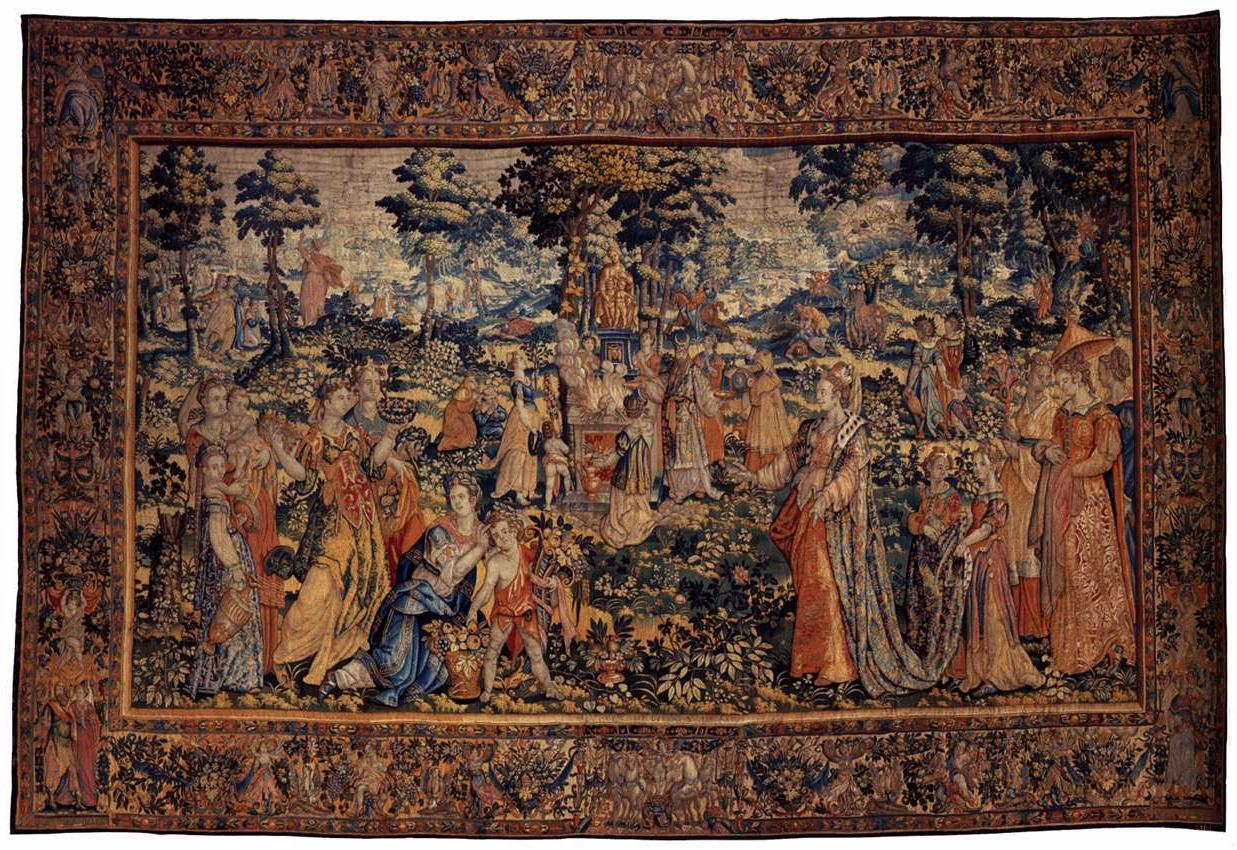
Tapiz de François Spierincx, 1610.

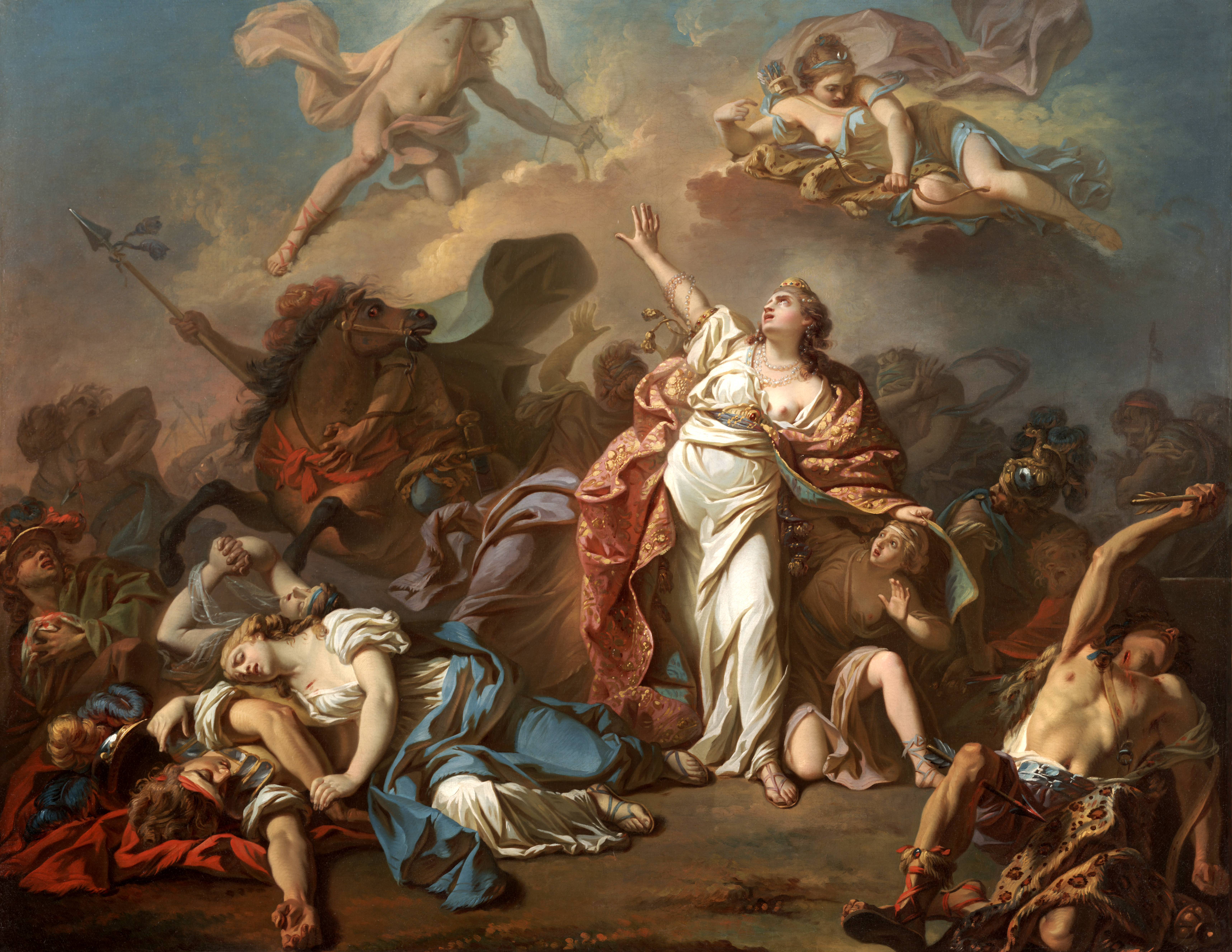
Níobe intentando proteger a sus hijos de Artemisa y Apolo, por Jacques-Louis David, 1772.

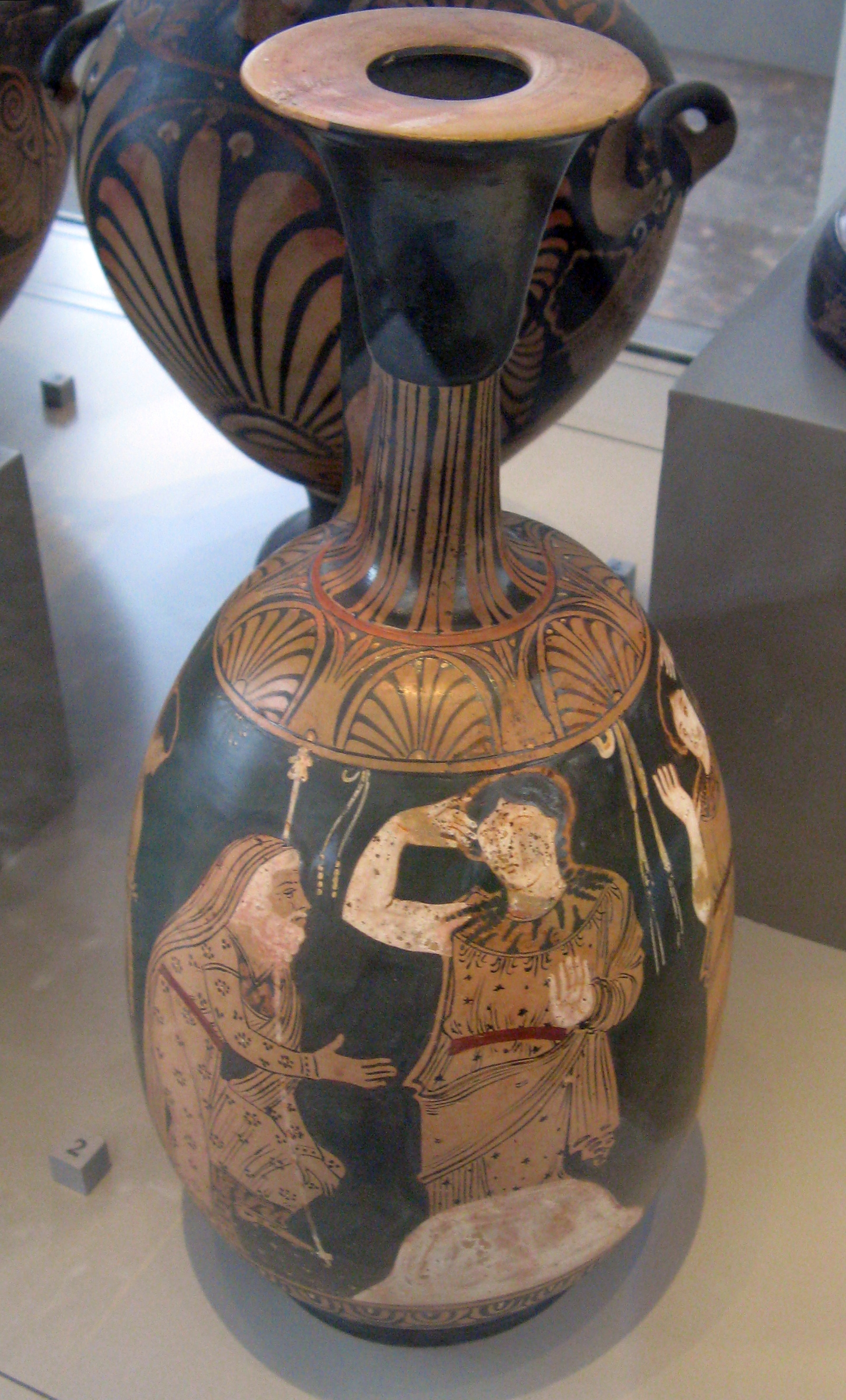
Lecitos de figuras rojas del, procedente de Paestum, que representa a Níobe convirtiéndose en piedra.

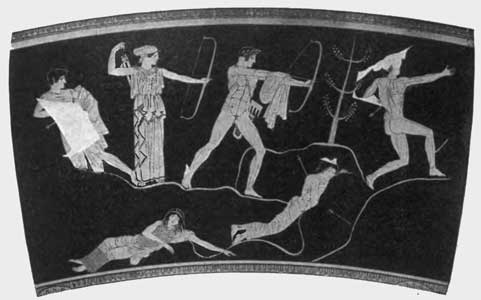
Vaso de los nióbidas, del pintor homónimo, siglo V a. C.

Níobe (en griego antiguo Νιόβη Nióbe) es un personaje de la mitología griega, hija de Tántalo y esposa de Anfión, rey de Tebas (en Grecia continental). El nombre de su madre varía dependiendo de los autores, pudiendo ser Dione, una hija de Atlas; o bien una náyade, ya Euritemiste, hija del Janto, ya Eurianasa, hija del Pactolo. Las localizaciones geográficas, y especialmente el que se sitúe la "ciudad de Tántalo" en Frigia, a este como "rey de Frigia", y se nombre al hermano de Níobe como "Pélope el lidio"; han permitido interpretar el mito como la evolución de una genealogía ancestral que entroncara los reyes de Frigia y Lidia (en Asia Menor) con los griegos. En otra versión alternativa Níobe es hija de Asaón y esposa de Filoto. O hija de Pélope y de la esposa de Zeto o Alalcomeneo.

## Mito
Níobe tuvo con Anfión catorce hijos, que eran muy amados. Níobe se vanagloriaba de su prole, mofándose de Leto porque ésta solo había tenido dos hijos (Apolo y Artemisa). Estas burlas llegaron hasta tal punto de soberbia (hybris) que se opuso a que se le tributaran honores a Leto, diciendo que ella era más digna de que se le levantasen altares. En venganza, Apolo mató con sus flechas a todos menos uno de los hijos varones de Níobe y Artemisa hizo lo propio con todas menos una de las hijas; los salvados del castigo fueron Amiclas, que había ofrecido una plegaria propiciatoria a Leto, y Melibea, que al presenciar la muerte de sus hermanos adquirió tal palidez que fue llamada Cloris a partir de entonces.
Cuando la desafortunada madre acudió junto a los cadáveres de sus hijos sintió tal dolor que, deshecha en llanto, quedó inmóvil y terminó convirtiéndose en piedra, como había suplicado a Zeus (que era a la vez su abuelo —padre de Tántalo— y el amante de su rival —padre de los dioses ofendidos—). Un torbellino la transportó hasta el monte Sípilo en Lidia, donde se podía ver cómo las lágrimas brotaban de una roca de mármol con forma de mujer. Otra versión afirma que huyó voluntariamente hasta Lidia, y que sus lágrimas formaron el río Aqueloo.

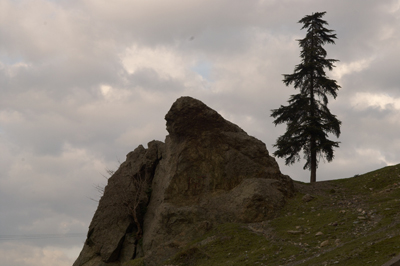
Ağlayan Kaya, la "roca llorosa" del monte Sípilo, por cuya caliza se filtra el agua de la lluvia.

Anfión quiso vengar la muerte de sus hijos y acudió al santuario de Apolo en Delfos para matar a sus sacerdotes, pero el dios le dio muerte, y además Anfión fue castigado en el Tártaro por esta acción.
Los cuerpos de los infortunados hijos de Níobe permanecieron en la intemperie durante nueve días, pues Zeus se había puesto de parte de Leto y había convertido a los habitantes de Tebas en rocas, no quedando ningún hombre que pudiera enterrarlos. Al décimo día los mismos dioses les dieron sepultura, cumpliendo así la norma religiosa.
Partenio relata otra versión del mito, según la cual Níobe no era hija de Tántalo, sino de Asaón y esposa de Filoto. Por haber disputado con Leto sobre la belleza de sus hijos, sufrió el siguiente castigo: su esposo, Filoto, murió en una cacería. Asaón, su padre, lleno de pasión por su hija, quería que se casara con él. Como Níobe no consentía en la boda, invitó Asaón a sus hijos a un festín y los quemó vivos. Níobe, por todas estas desgracias, se arrojó desde una peña muy alta. Asaón, cuando fue consciente de sus errores, se quitó la vida.
La necesidad ilustrada de racionalizar lo sobrenatural identificó las "flechas de Apolo" con la peste (apoyándose en el episodio de la peste que se abatió sobre los griegos durante la guerra de Troya), de modo que "explicase esa fábula por una peste que asoló en lo antiguo á Tebas y sus cercanías, dejando la ciudad despoblada"; e incluso con "... los rayos del Sol. Así es que cuando dice la fábula que este dios con Diana, su hermana, mataba a flechazos a los hijos de Níobe, esto significa que la peste, efecto por lo común del calor excesivo de los rayos del sol, hizo perecer a todos los niños."

### Nióbidas
En los autores clásicos hay discrepancias en el número de hijos que tuvo Níobe (los llamados nióbidas o nióbides): Homero da doce, Hesíodo veinte, Heródoto cinco, el pseudo-Apolodoro dieciséis y Eurípides catorce, siendo esta última la versión más aceptada. En la versión más extensa, el pseudo-Apolodoro, los hijos de Níobe son:
«Anfión con Níobe, hija de Tántalo, que le dio siete hijos: Sípilo, Eupínito, Ismeno, Damasictón, Agénor, Fedimo y Tántalo, e igual número de hijas: Etodea (o según algunos Neera), Cleodoxa, Astíoque, Ftía, Pelopia, Asticratía y Ogigia (...) De éstos sólo se salvó Anfión, y de las doncellas, Cloris, la mayor, con la cual se casó Neleo. Según Telesila se salvaron Amiclas y Melibea, pues Anfión también habría muerto flechado por ellos».
Pausanias dice que Melibea pasó a llamarse posteriormente Cloris (de color «verde pálido») porque el temor la hizo palidecer. El mismo autor, siguiendo las palabras de Homero, dice que Artemisa y Apolo mataron a toda la prole de Anfión y Níobe y así la casa de Anfión fue destruida desde sus cimientos.
Al menos Amaleo, uno de los hijos de Anfión y Níobe, es mencionado en solitario y nunca en grupo. Amaleo el mayor de todos los nióbidas. Su tía Aedón intentó terminar con su vida. En esta versión Aedón es la esposa de Zeto, así como Níobe lo es de Anfión. Otros refieren que Neis o Neida, la muchacha que dio su nombre a la Neida, una de las siete puertas de Tebas, era hija de Anfión y Níobe, o bien solo de Zeto.

## Tema literario
El mito de Níobe es un tema literario utilizado desde la Antigüedad como un tópico referente al desconsuelo ante la pérdida de los hijos (comparable como arquetipo al pasaje bíblico en que Raquel llora por sus hijos y rehúsa ser consolada, porque ya no existen, y al papel pasional de la Virgen María —Mater Dolorosa, Pietà, etc.—).
En ese contexto lo utiliza Homero (Ilíada), al asemejar a Níobe con Príamo ante Aquiles, que ha matado a su hijo Héctor y al que no da sepultura. También lo utiliza Sófocles en Antígona, que compara su desolación con la de Níobe. Entre las obras perdidas del propio Sófocles habría una titulada Níobe. La tragedia Níobe de Esquilo sobrevive en citas fragmentarias y en un papiro que contiene veintiún líneas de texto. Ambientada en Tebas, Níobe aparece velada y silente. De Timoteo se conoce una breve cita de su Níobe, por ser las últimas palabras del filósofo Zenón ("Ya voy ¿Por qué me gritas?").
El conflicto entre Níobe y Leto aparece en un fragmento de Safo, donde se recoge que antes de ser madres, habían sido las mejores amigas. Según Píndaro, el agudo tono lidio, sensible y patético (compuesto "de la melodía grave y monótona del dorio y de la delicadeza del jonio") se empleó por la vez primera en las bodas de Níobe; y desde entonces se usaba en acontecimientos tristes, como los funerales.
En el siglo I a. C., Partenio de Nicea recoge una variante del mito; y en las fuentes latinas Níobe aparece en una colección de fábulas de Higino y en Las metamorfosis de Ovidio.
Todavía en latín, Boccaccio incluye a Níobe entre sus Mujeres famosas, preclaras o ilustres; (De mulieribus claris, 1361); mientras que, ya en la literatura en lenguas modernas, Shakespeare utiliza el tópico de las lágrimas de Niobe en el monólogo de Hamlet ("like Niobe, all tears", acto 1, escena 2), donde el efecto que se busca es contrastar el comportamiento natural de Níobe con el antinatural de su propia madre, que tras enviudar se ha casado con el asesino de su padre. Esa misma cita de Hamlet aparece en la novela de Dorothy L. Sayers Murder Must Advertise, usada como campaña por una agencia de publicidad. La poetisa contemporánea Kate Daniels compuso unos Niobe Poems.
En español, Baltasar de Vitoria (Teatro de los dioses de la gentilidad, 1620 y 1623) compara a Níobe con la hija de Lot.

## Iconografía
En la cerámica griega la primera representación conocida del mito es un ánfora tirrena de mediados del siglo VI a. C. Un siglo más tarde desarrolló su trabajo un pintor que la historiografía ha denominado Pintor de los nióbides a partir de la crátera utilizada para definir su estilo (datable a mediados del siglo V a. C.) Lo particular de su composición, con los personajes dispuestos en dos niveles diferentes, ha permitido conjeturar que la composición está inspirada en una gran pintura mural.
En la escultura griega hay ejemplos desde época clásica (la Nióbide herida de mediados del siglo V hallada en los Horti Sallustiani); convirtiéndose en un tema muy tratado en la época helenística. Es especialmente notable el grupo escultórico de Níobe y sus hijos que decoraba el frontón del templo de Apolo Sosiano en Roma. Fue descubierto en 1583 (al mismo tiempo que Los luchadores), y trasladado en 1775 a la Galeria degli Uffizi (Florencia), donde decoraba la sala llamada de la Tribuna; aunque se le dio escaso valor hasta que Winckelmann la describió en su famosa Historia del arte. Consta de trece estatuas independientes (Níobe sosteniendo a una hija y el resto de los niños con su ayo), que puede que tengan distintos autores, discutiéndose tradicionalmente si las más antiguas eran obra de Scopas o de Praxíteles; aunque actualmente se niegan ambas atribuciones. Nuevos hallazgos de partes perdidas del grupo se fueron produciendo con el tiempo, como una estatua descabezada procedente de la Villa dei Quintili en 2005. A pesar de la incompatibilidad de la fecha de su descubrimiento, Erwin Panofsky identifica influencias del grupo escultórico de Níobe en Miguel Ángel, y a través de él, incluso en la pintura de Tiziano.
Propercio recoge que en época de Augusto se añadieron a las puertas del templo de Apolo Palatino dos relieves de marfil, uno de los cuales tenía como tema la muerte de los hijos de Níobe.

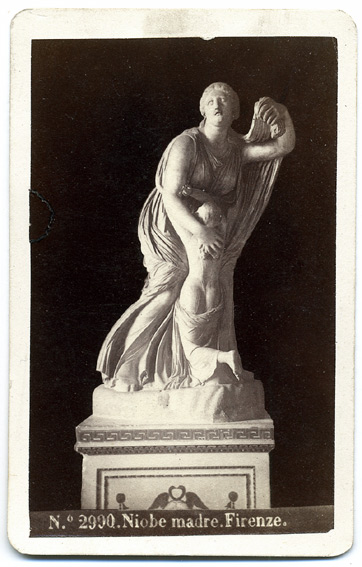
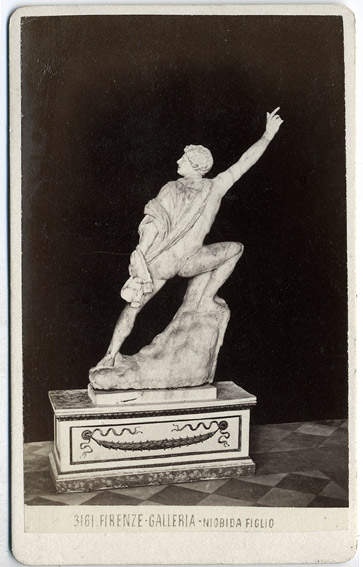
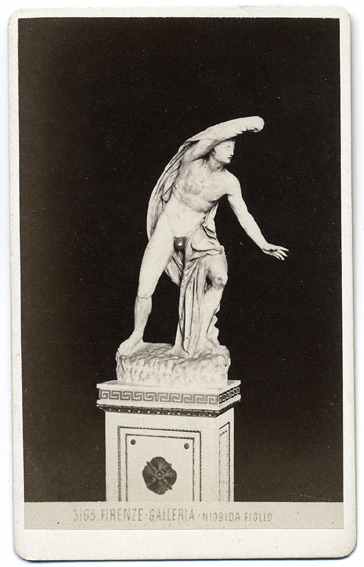
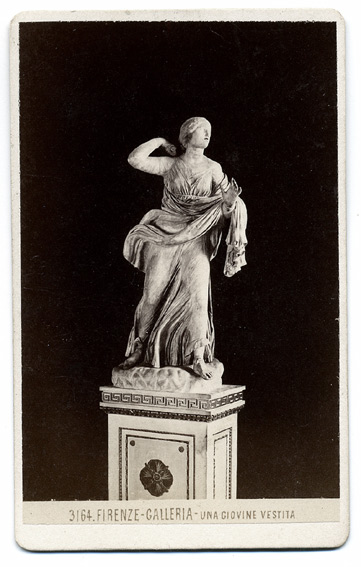
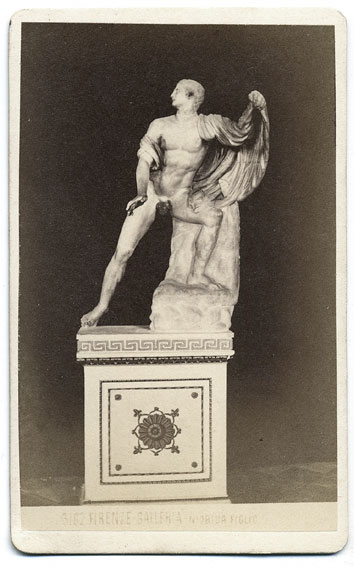
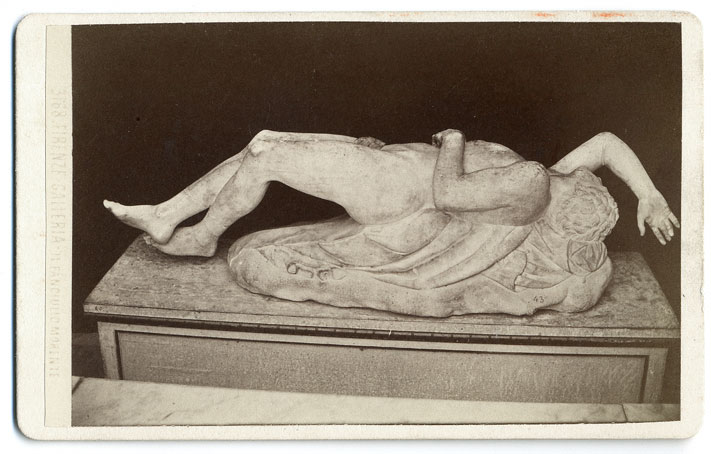
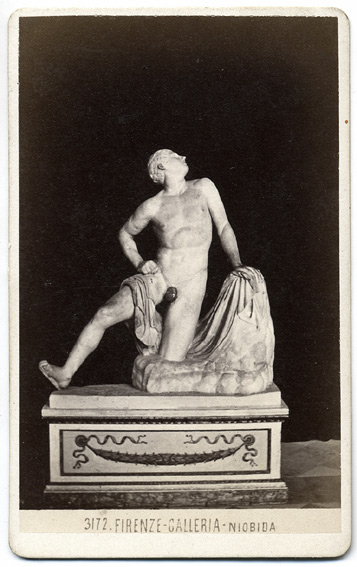

El tema de La masacre de los nióbidas se ha tratado como uno de los propios de la pintura mitológica desde el Manierismo (Abraham Bloemaert, François Spierincx) y el Barroco (Johann König, Andrea Camassei) hasta el Neoclasicismo (Lemonnnier, Jombert, Jacques-Louis David) y la pintura contemporánea (Károly Patkó). Muy recientemente (febrero de 2015), ha sido utilizado por Banksy para denunciar la situación de Gaza, en un graffiti pintado sobre una puerta de una casa destruida, cuyo propietario vendió por una cantidad ridícula a un artista local que sí conocía su verdadero valor.

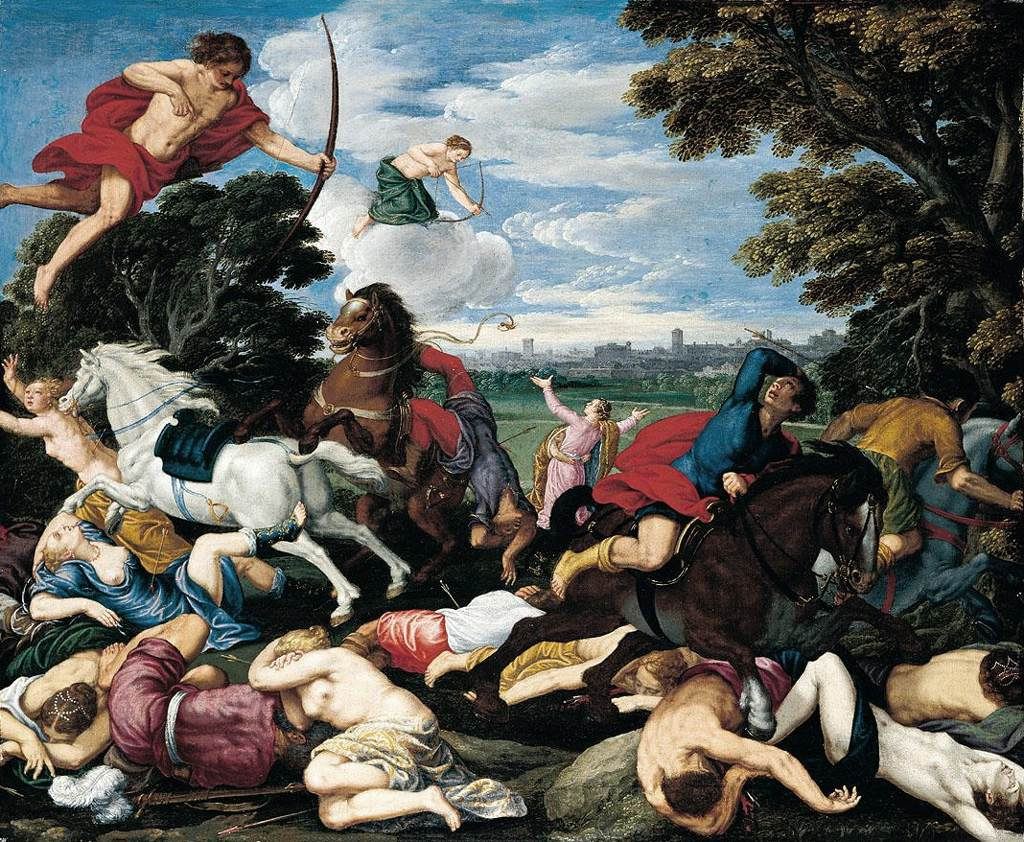
Pintura de Johann König, primera mitad del siglo XVII.
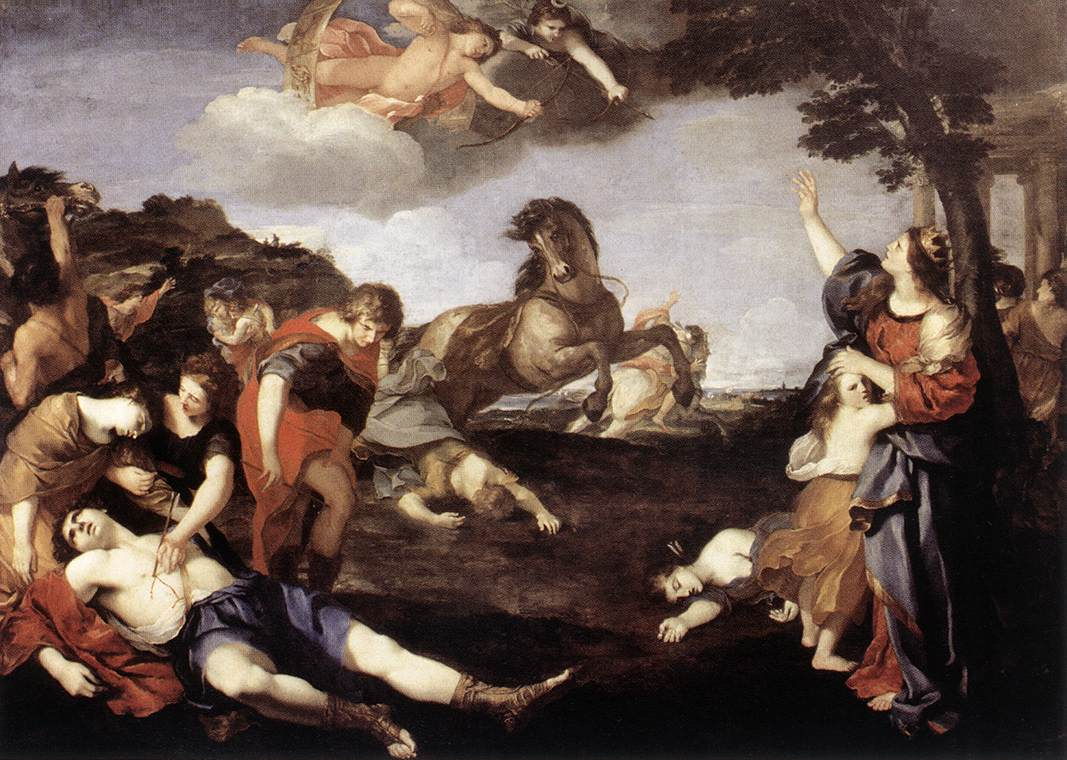
Pintura de Andrea Camassei, 1638-1639.
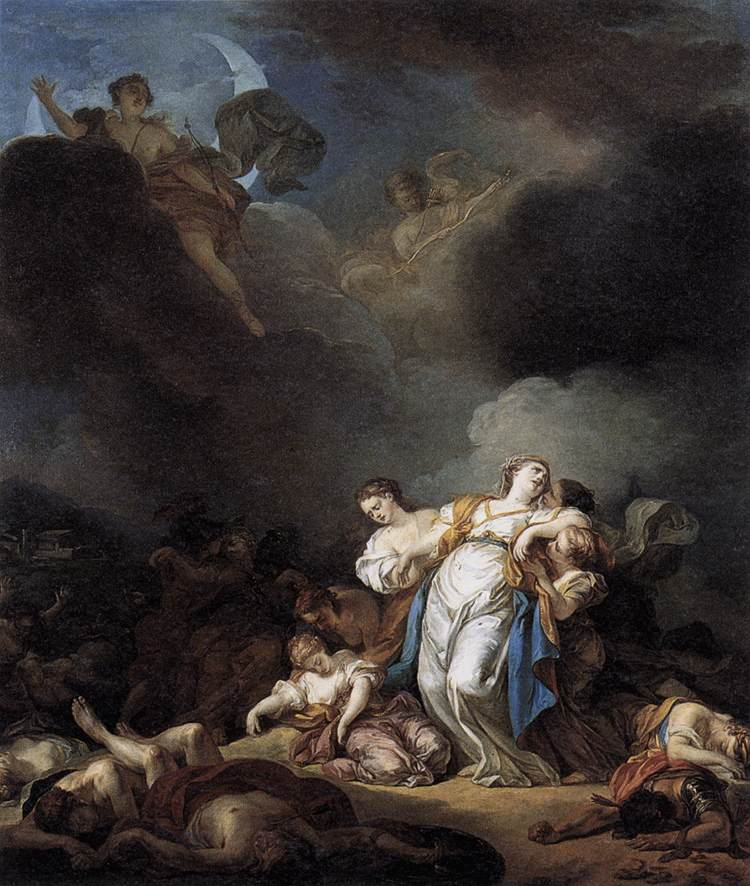
Pintura de Anicet Charles Gabriel Lemonnier, 1770.
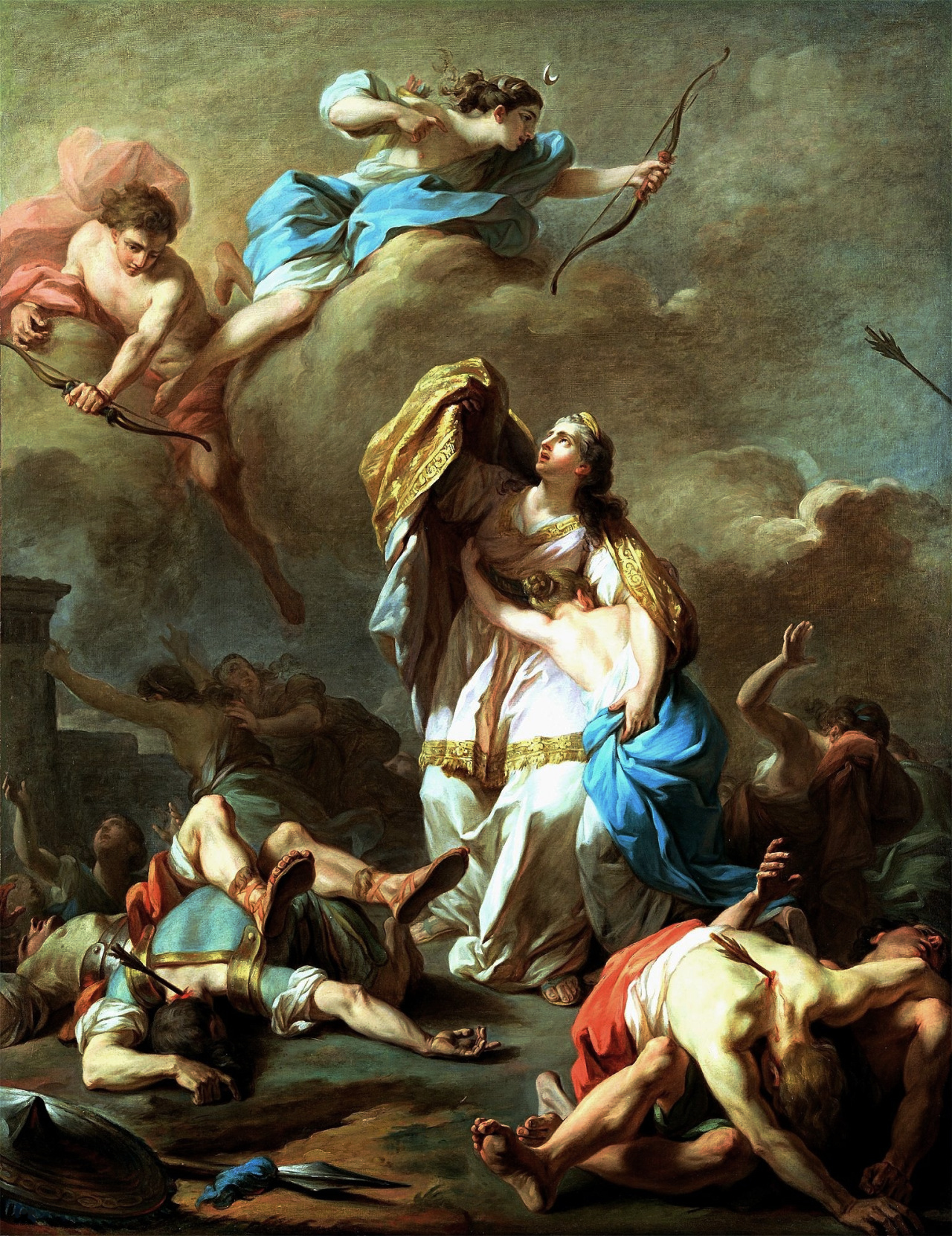
Pintura de Pierre-Charles Jombert,[47] 1772.

## Música
El compositor barroco Agostino Steffani estrenó en Múnich en 1688 una ópera sobre libreto de Luigi Orlandi titulada Niobe, Regina di Tebe. El compositor contemporáneo Benjamin Britten dedicó a Níobe una de las Seis metamorfosis de Ovidio (1951).

## Ciencia
Su nombre se dio el de un elemento químico —niobio—; a un asteroide —(71) Niobe, descubierto por Robert Luther en 1861—; a un género botánico —Hosta o Niobe, por Richard Anthony Salisbury en 1812— y la mariposa Argynnis niobe —Linnaeus, 1758
Anders Gustaf Ekeberg había descubierto el tantalio en 1802; posteriormente (en 1845) Heinrich Rose denominó "niobio" y "pelopio" (por los dos hijos de Tántalo) a otros dos nuevos elementos que había creído identificar en una muestra de tantalita, aunque sólo el niobio se verificó. Previamente (en 1801), Charles Hatchett había descubierto un elemento que denominó "columbio" y que se comprobó coincidente con el niobio, pero fue esta denominación la que se acabó imponiendo en la nomenclatura.